# ناندو دي لا روسا
ناندو دي لا روسا (بالإسبانية: Nando Muñoz)‏ (30 أكتوبر 1967 بإشبيلية في إسبانيا - ) هو لاعب كرة قدم إسباني، يلعب في مركز الدفاع. ولعب مع منتخب إسبانيا تحت 18 سنة لكرة القدم ومنتخب إسبانيا تحت 21 سنة لكرة القدم ومنتخب إسبانيا لكرة القدم. أما مع النوادي، فقد لعب مع إسبانيول وريال مدريد ونادي إشبيلية ونادي إلتشي ونادي برشلونة.

## روابط خارجية
- ناندو دي لا روسا على موقع قاعدة بيانات كرة القدم.إي يو (الإنجليزية)
- ناندو دي لا روسا على موقع ناشيونال فوتبول تيمز (الإنجليزية)